# شهدخوار گلوسیاه
شهدخوار گلوسیاه (نام علمی: Aethopyga saturata) نام یک گونه از سرده شهد خواران درخشان است. این گونه در بنگلادش، بوتان، کامبوج، چین، هند، لائوس، مالزی، میانمار، نپال، پاکستان، تایلند، و ویتنام یافت می‌شود. زیستگاهش جنگل‌های نواحی کوهستانی است.